# 마우로 카모라네시
마우로 헤르만 카모라네시 세라(스페인어: Mauro Germán Camoranesi Serra, Ufficiale OMRI, 1976년 10월 4일~)는 이탈리아의 축구 감독이자 옛 축구 선수이다. 카모라네시는 2006년 FIFA 월드컵에서 이탈리아 축구 국가대표팀의 일원으로 활동하여 팀의 우승에 공헌하였다.

## 선수 경력

### 클럽 경력
카모라네시는 아르헨티나의 탄딜(Tandil)에서 태어나, 1995년 CA 알도시비(Club Atlético Aldosivi)에서 선수 생활을 시작하였다. 이후 멕시코의 산토스 라구나(Santos Laguna)에서 22경기 8골, 우루과이 프리메라 디비시온의 몬테비데오 원더러스 6경기 1골, 아르헨티나 프리메라 디비시온의 반필드에서 38경기 16골, 멕시코의 크루스 아술(Cruz Azul)에서 75경기 21골을 기록하고, 2000년 이탈리아 세리에 A의 헬라스 베로나로 이적하였다. 헬라스 베로나에서 세리에 A에 데뷔한 카모라네시는, 두 시즌 동안 51경기에서 7골을 넣으며, 이탈리아 무대에 성공적으로 데뷔하였다.
2002년, 그의 활약을 주목한 마르첼로 리피 감독에 의해 유벤투스로 이적하였다. 당초에는 잔루카 참브로타를 대체할 선수로 주목받고 있었으나, 예상과는 반대로 참브로타를 레프트 백으로 밀어내고 주전 선수 자리를 차지, 팀에게 스쿠데토와 UEFA 챔피언스리그 준우승을 안겨주었다. 2004년 감독이 파비오 카펠로로 바뀐 후에도 라이트 백을 맡았으며, 그 후 2006년 축구 스캔들에 의해 유벤투스의 세리에 B 강등이 결정되면서 타 팀으로의 이적을 희망했으나, 당시 유벤투스 감독이었던 디디에 데샹의 의향으로 유벤투스에 잔류해 세리에 A 승격에 공헌하였다.
2007년 감독이 클라우디오 라니에리로 바뀐 뒤에도 주전 선수로 뛰었으나, 부상으로 장기 이탈하기도 하였다. 복귀 후에는 좋은 모습을 보였고, 2008년 유벤투스의 UEFA 챔피언스리그 출전권 획득에 기여하였다. 2009년 치로 페라라(Ciro Perara)가 유벤투스의 감독이 되었고, 2010년 성적 부진으로 경질된 뒤 새로 알베르토 자케로니(Alberto Zaccheroni)로 팀의 감독이 바뀐 상황에서도 그는 팀의 핵심 선수로 활약하였다.
2010년, 8년간의 경력을 마무리하고 독일의 VfB 슈투트가르트로 이적하였다. 그러나 별다른 활약을 하지 못하여 그는 1년 만에 태어난 곳인 아르헨티나의 CA 라누스로 이적하였다.

### 국가대표팀 경력
카모라네시는 아르헨티나에서 태어났지만, 2003년 할아버지가 이탈리아인이라는 이유로 이탈리아에 귀화하였다. 그 해 12월, 포르투갈과의 경기에서 이탈리아 대표팀에 데뷔하였으며, 다음 해 UEFA 유로 2004에도 출전하였다. 그리고 2006년 FIFA 월드컵에서는 같은 해에 터진 세리에 A의 축구 스캔들이 발각되어 소속팀인 유벤투스와 이탈리아 축구계가 어두운 분위기에 휩싸이던 중, 젠나로 가투소, 안드레아 피를로, 다니엘레 데 로시와 활약해 이탈리아의 네 번째 FIFA 월드컵에 공헌하였다. 하지만 2010년 FIFA 월드컵에서는 명단에는 포함됐으나, 부상으로 별다른 활약을 하지 못했다.
그리고 2010년 11월 21일, 카모라네시는 국가대표팀에서 은퇴하였다.

## 수상
유벤투스
- 세리에 A : 2002-03
- 코파 이탈리아 준우승 : 2003-04
- 수페르코파 이탈리아나 : 2002, 2003
- 수페르코파 이탈리아나 준우승 : 2005
- 세리에 B : 2006-07
- UEFA 챔피언스리그 준우승 : 2002-03

 라싱 클럽
- 2011-12 코파 아르헨티나 준우승

 이탈리아
- 2006년 FIFA 월드컵 우승

## 훈장
- 2006년 이탈리아 공화국 공로 훈장 4등급 (Ufficiale OMRI)